# Лакотт, Пьер
Пьер Лако́тт (фр. Pierre Lacotte; 4 апреля 1932, Шату, Сена и Уаза — 10 апреля 2023, Ла-Сейн-сюр-Мер, Вар) — французский артист балета, балетный педагог и балетмейстер, реставратор старинной хореографии.

## Биография
Учился в балетной школе при Парижской опере у педагогов Гюстава Рико, Карлотты Замбелли, Сержа Лифаря, а также брал уроки у русских балерин Любови Егоровой, Матильды Кшесинской, Ольги Преображенской.
По окончании обучения в 1946 году был принят в кордебалет Парижской оперы. В 1951 году в возрасте 19 лет был возведён в ранг первого танцовщика. В 1957 году танцевал в театре Метрополитен-опера (США). Также танцевал в Германии, Швейцарии, странах Бенилюкса. В 1995 году завершил карьеру танцовщика в Парижской опере, однако до 1997 года продолжал сотрудничество с этим театром в качестве балетмейстера.
В 1950—1960 годах — художественный руководитель труппы «Балет Эйфелевой башни» в «Театре Елисейских полей», для которой поставил спектакли «Концертино» на музыку А. Вивальди, «Парижский мальчишка» на музыку Ш. Азнавура, «Ночь-волшебница» на музыку С. Беше, «Солнцестояние» на музыку Д. Вейнберга, и др.
В 1963—1968 годах — художественный руководитель труппы «Национальный балет французской музыкальной молодёжи», где познакомился с танцовщицей Гилен Тесмар, впоследствии ставшей его женой. Для этой труппы поставил 35 балетов, в том числе «Голос» в сотрудничестве с Э. Пиаф, «Гамлет» на музыку У. Уолтона, «Будущие страсти» на музыку В. Лютославского, «Простая симфония» на музыку Б. Бриттена.
С 1968 года начал исследовать архивы, в том числе в Гарвардском университете, и коллекционировать исторические записи. Широкую известность получил реконструированный Лакоттом в 1971 (1972) году для театра Парижской оперы балет «Сильфида» Ж. Шнейцгоффера (хореография Ф. Тальони). Впоследствии осуществил перенос этой постановки на сцены других театров мира, в том числе в СССР в 1979—1980 годах. Через некоторое время реконструировал балет «Бабочка» (хореография М. Тальони). В 2001 году реконструировал балет «Коппелия» (хореография А. Сен-Леона), в котором исполнил роль Коппелиуса. Большинство постановок Лакотта транслировались французским и британским телевидением.
С 1985 года — директор Балета Монте-Карло, в 1991—2001 годах — Балета Национальной оперы Лотарингии в Нанси. Занимался преподаванием в Национальной консерватории, в Парижской опере работал педагогом-репетитором.
В 1987 году написал книгу о балете (в соавторстве с Жаном-Пьером Пастори) — «Традиция» (Editions Favre).
Сотрудничал с театрами СССР и России: например, в 1980 году специально для Екатерины Максимовой поставил в Москве балет «Натали, или Швейцарская молочница», в 2000 году специально для труппы Большого театра осуществил поставку балета «Дочь фараона», в 2006 году специально для труппы Мариинского театра осуществил поставку балета «Ундина», в 2011 году осуществил перенос постановки балета «Сильфида» на сцену МАМТ, в 2013 году осуществил перенос постановки балета «Марко Спада» на сцену Большого театра, и др.
Жил в Париже. Умер 10 апреля 2023 года в возрасте 91 года.

## Творчество
Реконструкции классических балетов
- «Сильфида» Ж. Шнейцгоффера (хореография Ф. Тальони) — 1972 г. — Парижская опера, 1980 г. — Балет Бостона (Нью-Йорк, гастроли), 1984 г. — Токио-балет (Япония); 1979 г. — театр «Колон» (Буэнос-Айрес), Национальный театр (Прага), Балет Монте-Карло, Новосибирский театр оперы и балета; 1997 г. — Римская опера, Финский национальный балет, Муниципальный театр Рио-де-Жанейро.
- «Коппелия» Л. Делиба (хореография А. Сен-Леона) — 1973 г. — Парижская опера; 2002 г. — Балет Шанхая (Китай).
- Па-де-де из балета «Бабочка» (единственная постановка М. Тальони на музыку Ж. Оффенбаха) — 1976 г. — Парижская опера; 1979 г. — ЛГАТОБ им. С. М. Кирова.
- «Лебединое озеро» П. И. Чайковского (хореография М. Петипа и Л. Иванова) — 1976 г. — Национальная опера Бордо; 1998 г. — Балет Нанси.
- «Жизель» А. Адана (хореография Ж. Коралли и Ж. Перро, костюмы и декорации первой постановки (1841 г.)) — 1978 г. — балет Реннской оперы (Страсбург, Франция); впоследствии Балет Монте-Карло, Национальный балет Нанси (Франция).
- «Дева Дуная» А. Адана (хореография Ф. Тальони) — 1978 г. — театр «Колон»; 2006 г. — Токио-балет.
- Па-де-сис из балета «Маркитантки» Ц. Пуни (хореография А. Сен-Леона) — 1979 г. — Парижская опера, ЛГАТОБ им. С. М. Кирова.
- «Марко Спада» Д. Обера (хореография Ж. Мазилье) — 1981 г. — Римская опера; 1985 г. — Парижская опера (заглавная партия создавалась специально для Р. Нуреева, танцевавшего на премьерах в обоих театрах).
- «Половецкие пляски» (из оперы «Князь Игорь» А. Бородина, хореография М. Фокина) — 1986 г. — Балет Монте-Карло.
- «Жар-птица» И. Стравинского (хореография М. Фокина) — 1991, 2000 гг. — Школа при Парижской опере.
- «Гитана» на музыку И. Шмидта, Д. Обера и Ж. Стефани (хореография Ф. Тальони) — 1993 г. — варшавский Большой театр (Польша).
- «Тень» Л. В. Маурера (хореография Ф. Тальони) — 1993 г. — Балет Нанси.
- «Озеро фей» на музыку Д. Обера (хореография Ф. Тальони) — 1995 г. — Берлинская государственная опера.
- «Видение розы» на музыку К. М. фон Вебера (хореография М. Фокина) — 1997 г. — Парижская опера.
- Опера-балет «Галантная Европа» А. Кампра и балет «Дама с камелиями» на музыку Дж. Верди — 1997 г. — для французского телевидения.
- «Щелкунчик» П. И. Чайковского (хореография Л. Иванова) — 2000 г. — Афинская национальная опера.
- «Пахита» Л. Минкуса (хореография Ж. Мазилье и М. Петипа) — 2001 г. — Парижская опера.

### Лакотт в России
Постановки
- Мариинский театр: 1979 г. — программа «Вечер старинной хореографии» (исполняли ведущие артисты труппы, в том числе И. Колпакова, Г. Комлева, А. Сизова); 1979 г. — «Качуча» из балета «Хромой бес» К. Жида (хореография Ф. Эльслер по Ж. Коралли; 1979—1980 гг. — перенос — па-де-сис из балета «Маркитантки» (хореография А. Сен-Леона), фрагменты из балетов «Хромой бес» и «Бабочка»; 2006 г. — поставлен балет «Ундина» Ц. Пуни (хореография Ж. Перро и М. Петипа).
- Большой театр: 2000 г. — постановка балета «Дочь фараона» Ц. Пуни (хореография М. Петипа), 2013 г. — перенос — «Марко Спада» (хореография Ж. Мазилье на музыку одноимённой оперы Д. Обера).
- «Натали, или Швейцарская молочница» А. Гировеца и Карафы ди Колобрано (хореография Ф. Тальони) — 1981 г. — балет поставлен специально для Е. Максимовой и труппы Московского театра классического балета под руководством Н. Касаткиной и В. Василёва.
- Перенос постановки балета «Сильфида» Ж. Шнейцгоффера (хореография Ф. Тальони): 1979—1980 гг. — Новосибирский театр оперы и балета, 2011 г. — МАМТ.

Гастроли
- 1977 г. — балет «Сильфида» в исполнении труппы Парижской оперы (на сцене Большого театра, впервые в СССР).
- 2010 г. — балет «Пахита» Л. Минкуса (хореография Ж. Мазилье и М. Петипа) в исполнении труппы Парижской оперы (на сцене Новосибирского театра оперы и балета, три представления).

## Признание и награды
- Командор Ордена Искусств и литературы[5][6].
- 2011 — Орден Дружбы (Россия) — за значительный вклад в развитие российско-французского сотрудничества[5][7].
- 2012 — Приз «Benois de la Danse» в номинации «За жизнь в искусстве»[5].
- 2022 — Премия конкурса «Приз Лозанны» (Швейцария) за пожизненные заслуги.

## Видеография
- 1977 — Platée / «Платея»
- 1980 — «Натали, или Швейцарская молочница», композиторы А. Гировец и Карафа ди Колобрано, хореография П. Лакотта по Ф. Тальони — спектакль Московского классического балета, в главной партии Е. Максимова, дирижёр В. Эдельман («Де Агостини» из серии «Балет. Лучшее на DVD»)
- 1991 — Henry VIII / «Генрих VIII» — спектакль театра Théâtre impérial de Compiègne[англ.]
- 2001 — Tout près des étoiles: Les danseurs de l’Opéra de Paris / Звёзды Парижской оперы (документальный)
- 2004 — La sylphide / «Сильфида» «Сильфида» Ж. Шнейцгоффера, хореография П. Лакотта по Ф. Тальони — спектакль театра «Опера Гарнье», в главных партиях О. Дюпон[фр.], М. Ганьо[фр.]
- 2011 — The Bolshoi Ballet: Live from Moscow / Балет Большого театра: прямой эфир из Москвы.
- 2011 — Une vie de ballets / Балетная жизнь (документальный)